# Liste des paroisses civiles du Yorkshire du Nord

Localisation du comté du Yorkshire du Nord en Angleterre.

Voici la liste des paroisses civiles du comté cérémoniel du Yorkshire du Nord, en Angleterre. Le comté n'est pas entièrement découpé en paroisses.

## Liste des paroisses civiles par district
Les districts du comté du Yorkshire du Nord furent abolis en 2023, alors cette liste régroupe les paroisses selon leur ancien district.

### District de Craven

Carte du district de Craven.

Ce district est entièrement découpé en paroisses.
- Airton
- Appletreewick
- Arncliffe
- Austwick
- Bank Newton
- Barden
- Beamsley
- Bentham (ville)
- Bolton Abbey
- Bradleys Both
- Broughton
- Buckden
- Burnsall
- Burton in Lonsdale
- Calton
- Carleton-in-Craven
- Clapham cum Newby
- Coniston Cold
- Conistone with Kilnsey
- Cononley
- Cowling
- Cracoe
- Draughton
- Elslack
- Embsay with Eastby
- Eshton
- Farnhill
- Flasby with Winterburn
- Gargrave
- Giggleswick
- Glusburn and Cross Hills
- Grassington
- Halton East
- Halton Gill
- Halton West
- Hanlith
- Hartlington
- Hawkswick
- Hazlewood with Storiths
- Hebden
- Hellifield
- Hetton-cum-Bordley
- Horton in Ribblesdale
- Ingleton
- Kettlewell with Starbotton
- Kildwick
- Kirkby Malham
- Langcliffe
- Lawkland
- Linton
- Litton
- Long Preston
- Lothersdale
- Malham
- Malham Moor
- Martons Both
- Otterburn
- Rathmell
- Rylstone
- Scosthrop
- Settle (ville)
- Skipton (ville)
- Stainforth
- Stirton with Thorlby
- Sutton
- Thornton in Craven
- Thornton in Lonsdale
- Thorpe
- Threshfield
- Wigglesworth

### District de Hambleton

Carte du district de Hambleton.

Ce district est entièrement découpé en paroisses.
- Ainderby Mires with Holtby
- Ainderby Quernhow
- Ainderby Steeple
- Aiskew and Leeming Bar
- Aldwark
- Alne
- Angram Grange
- Appleton Wiske
- Bagby
- Balk
- Bedale (ville)
- Beningbrough
- Bilsdale Midcable
- Birdforth
- Birkby
- Boltby
- Borrowby
- Brafferton
- Brandsby-cum-Stearsby
- Brompton
- Burneston
- Burrill with Cowling
- Carlton
- Carlton Husthwaite
- Carlton Miniott
- Carthorpe
- Catton
- Clifton-on-Yore
- Cotcliffe
- Cowesby
- Coxwold
- Crakehall
- Crathorne
- Crayke
- Crosby
- Dalby-cum-Skewsby
- Dalton
- Danby Wiske with Lazenby
- Deighton
- Easby
- Easingwold (ville)
- East Cowton
- East Harlsey
- East Rounton
- East Tanfield
- Eldmire with Crakehill
- Ellerbeck
- Exelby, Leeming and Newton
- Faceby
- Farlington
- Fawdington
- Felixkirk
- Firby
- Flawith
- Gatenby
- Girsby
- Great and Little Broughton
- Great Ayton
- Great Busby
- Great Langton
- Great Smeaton
- Hackforth
- Helperby
- High Worsall
- Holme
- Hood Grange
- Hornby
- Howe
- Howgrave
- Huby
- Husthwaite
- Hutton Bonville
- Hutton Rudby
- Hutton Sessay
- Ingleby Arncliffe
- Ingleby Greenhow
- Kepwick
- Kilburn High and Low
- Kildale
- Killerby
- Kiplin
- Kirkby
- Kirby Knowle
- Kirby Sigston
- Kirby Wiske
- Kirkby Fleetham with Fencote
- Kirklington-cum-Upsland
- Knayton with Brawith
- Landmoth-cum-Catto
- Langthorne
- Leake
- Linton-on-Ouse
- Little Ayton
- Little Busby
- Little Langton
- Little Smeaton
- Low Worsall
- Marton-cum-Moxby
- Maunby
- Middleton-on-Leven
- Morton-on-Swale
- Myton-on-Swale
- Nether Silton
- Newburgh
- Newby
- Newby Wiske
- Newsham with Breckenbrough
- Newton-on-Ouse
- Northallerton (ville)
- North Kilvington
- North Otterington
- Osmotherley
- Oulston
- Over Dinsdale
- Over Silton
- Overton
- Pickhill with Roxby
- Picton
- Potto
- Rand Grange
- Raskelf
- Romanby
- Rookwith
- Rudby
- Sandhutton
- Scruton
- Seamer
- Sessay
- Sexhow
- Shipton
- Sinderby
- Skipton-on-Swale
- Skutterskelfe
- Snape with Thorp
- South Cowton
- South Kilvington
- South Otterington
- Sowerby
- Sowerby-under-Cotcliffe
- Stillington
- Stokesley
- Sutton-on-the-Forest
- Sutton-under-Whitestonecliffe
- Sutton with Howgrave
- Swainby with Allerthorpe
- Theakston
- Thimbleby
- Thirkleby High and Low with Osgodby
- Thirlby
- Thirn
- Thirsk (ville)
- Tholthorpe
- Thormanby
- Thornbrough
- Thornton-le-Beans
- Thornton-le-Moor
- Thornton-le-Street
- Thornton-on-the-Hill
- Thornton Watlass
- Thrintoft
- Tollerton
- Topcliffe
- Upsall
- Warlaby
- Welbury
- Well
- West Harlsey
- West Rounton
- West Tanfield
- Whenby
- Whitwell
- Whorlton
- Wildon Grange
- Winton, Stank and Hallikeld
- Yafforth
- Yearsley
- Youlton

### Borough de Harrogate

Carte du borough de Harrogate.

Avant 2025, l'ancien borough municipal de Harrogate n'était pas découpé en paroisses, à l'exception de Pannal and Burn Bridge. Cette année, la paroisse de Harrogate fut créée, et maintenant ce district est entièrement découpé en paroisses.
- Aldfield
- Allerton Mauleverer with Hopperton
- Arkendale
- Asenby
- Askwith
- Azerley
- Baldersby
- Beckwithshaw
- Bewerley
- Bilton-in-Ainsty with Bickerton
- Birstwith
- Bishop Monkton
- Bishop Thornton
- Blubberhouses
- Boroughbridge (ville)
- Brearton
- Bridge Hewick
- Burton Leonard
- Burton-on-Yore
- Castley
- Cattal
- Clint cum Hamlets
- Colsterdale
- Coneythorpe and Clareton
- Copgrove
- Copt Hewick
- Cundall with Leckby
- Dacre
- Darley and Menwith
- Denton
- Dishforth
- Dunsforths
- Eavestone
- Ellenthorpe
- Ellingstring
- Ellington High and Low
- Farnham
- Farnley
- Fearby
- Felliscliffe
- Ferrensby
- Fewston
- Flaxby
- Follifoot
- Fountains Earth
- Givendale
- Goldsborough
- Grantley
- Great Ouseburn
- Great Ribston with Walshford
- Great Timble
- Green Hammerton
- Grewelthorpe
- Hampsthwaite
- Harrogate
- Hartwith cum Winsley
- Haverah Park
- Healey
- High and Low Bishopside
- Humberton
- Hunsingore
- Hutton Conyers
- Ilton-cum-Pott
- Kearby with Netherby
- Killinghall
- Kirby Hall
- Kirby Hill
- Kirk Deighton
- Kirk Hammerton
- Kirkby Malzeard
- Kirkby Overblow
- Knaresborough (ville)
- Langthorpe
- Laverton
- Leathley
- Lindley
- Lindrick with Studley Royal and Fountains
- Little Ouseburn
- Little Ribston
- Littlethorpe
- Little Timble
- Long Marston
- Markenfield Hall
- Markington with Wallerthwaite
- Marton cum Grafton
- Marton-le-Moor
- Masham
- Melmerby
- Middleton
- Middleton Quernhow
- Milby
- Moor Monkton
- Nesfield with Langbar
- Newall with Clifton
- Newby with Mulwith
- Nidd
- North Deighton
- North Rigton
- North Stainley with Sleningford
- Norton Conyers
- Norton-le-Clay
- Norwood
- Nun Monkton
- Pannal and Burn Bridge
- Plompton
- Rainton with Newby
- Ripley
- Ripon (cité)
- Roecliffe
- Sawley
- Scotton
- Scriven
- Sharow
- Sicklinghall
- Skelding
- Skelton-on-Ure
- South Stainley with Cayton
- Spofforth with Stockeld
- Stainburn
- Staveley
- Stonebeck Down
- Stonebeck Up
- Studley Roger
- Swinton with Warthermarske
- Thornthwaite with Padside
- Thornton Bridge
- Thornville
- Thorpe Underwoods
- Thruscross
- Tockwith
- Walkingham Hill with Occaney
- Warsill
- Wath
- Weeton
- Weston
- Westwick
- Whixley
- Wighill
- Wilstrop
- Winksley

### Autorité unitaire de Middlesbrough

Carte de l'autorité unitaire de Middlesbrough.

L'ancien county borough du Teesside n'est pas entièrement découpé en paroisses. Le reste de l'autorité unitaire l'est.
- Nunthorpe
- Stainton and Thornton

### Autorité unitaire de Redcar and Cleveland

Carte de l'autorité unitaire de Redcar and Cleveland.

L'ancien county borough du Teesside n'est pas découpé en paroisses. Le reste de l'autorité unitaire l'est.
- Guisborough (ville)
- Lockwood
- Loftus (ville)
- Saltburn, Marske and New Marske
- Skelton and Brotton

### District du Richmondshire

Carte du district de Richmondshire.

Ce district est entièrement découpé en paroisses :
- Akebar
- Aldbrough St John
- Appleton East and West
- Arkengarthdale
- Arrathorne
- Aske
- Askrigg
- Aysgarth
- Bainbridge
- Barden
- Barton
- Bellerby
- Bishopdale
- Bolton-on-Swale
- Brompton-on-Swale
- Brough with St Giles
- Burton-cum-Walden
- Caldbergh with East Scrafton
- Caldwell
- Carkin
- Carlton Highdale
- Carlton Town
- Carperby-cum-Thoresby
- Castle Bolton with East and West Bolton
- Catterick
- Cleasby
- Cliffe
- Colburn (ville)
- Constable Burton
- Coverham with Agglethorpe
- Croft-on-Tees
- Dalton
- Dalton-on-Tees
- Downholme
- Easby
- East Hauxwell
- East Layton
- East Witton
- Ellerton Abbey
- Ellerton-on-Swale
- Eppleby
- Eryholme
- Finghall
- Forcett
- Garriston
- Gayles
- Gilling with Hartforth and Sedbury
- Grinton
- Harmby
- Hawes
- High Abbotside
- Hipswell
- Hornby
- Hudswell
- Hunton
- Hutton Hang
- Kirby Hill
- Leyburn (ville)
- Low Abbotside
- Manfield
- Marrick
- Marske
- Melbecks
- Melmerby
- Melsonby
- Middleham (ville)
- Middleton Tyas
- Moulton
- Muker
- Newbiggin
- New Forest
- Newsham
- Newton-le-Willows
- Newton Morrell
- North Cowton
- Patrick Brompton
- Preston-under-Scar
- Ravensworth
- Redmire
- Reeth, Fremington and Healaugh
- Richmond (ville)
- Scorton
- Scotton
- Skeeby
- Spennithorne
- St. Martin's
- Stainton
- Stanwick St John
- Stapleton
- Thoralby
- Thornton Rust
- Thornton Steward
- Tunstall
- Uckerby
- Walburn
- Wensley
- West Hauxwell
- West Layton
- West Scrafton
- West Witton
- Whashton

### District de Ryedale

Carte du district de Ryedale.

Ce district est entièrement découpé en paroisses.
- Acklam
- Aislaby
- Allerston
- Amotherby
- Ampleforth
- Appleton-le-Moors
- Appleton-le-Street with Easthorpe
- Barton-le-Street
- Barton-le-Willows
- Barugh (Great and Little)
- Beadlam
- Birdsall
- Bransdale
- Brawby
- Broughton
- Bulmer
- Burythorpe
- Buttercrambe with Bossall
- Byland with Wass
- Cawton
- Claxton
- Cold Kirby
- Coneysthorpe
- Coulton
- Crambe
- Cropton
- Ebberston and Yedingham
- Edstone
- Fadmoor
- Farndale East
- Farndale West
- Flaxton
- Foston
- Foxholes
- Fryton
- Ganton
- Gate Helmsley
- Gillamoor
- Gilling East
- Grimston
- Habton
- Harome
- Hartoft
- Harton
- Hawnby
- Helmsley (ville)
- Henderskelfe
- Heslerton
- Hovingham
- Howsham
- Hutton-le-Hole
- Huttons Ambo
- Kirby Grindalythe
- Kirby Misperton
- Kirkbymoorside (ville)
- Langton
- Lastingham
- Leavening
- Levisham
- Lillings Ambo
- Lockton
- Luttons
- Malton (ville)
- Marishes
- Marton
- Middleton
- Nawton
- Newton
- Normanby
- Norton-on-Derwent (ville)
- Nunnington
- Old Byland and Scawton
- Oldstead
- Oswaldkirk
- Pickering (ville)
- Pockley
- Rievaulx
- Rillington
- Rosedale East Side
- Rosedale West Side
- Salton
- Sand Hutton
- Scackleton
- Scagglethorpe
- Scampston
- Scrayingham
- Settrington
- Sherburn
- Sheriff Hutton
- Sinnington
- Slingsby
- South Holme
- Spaunton
- Sproxton
- Stape
- Stonegrave
- Swinton
- Terrington
- Thixendale
- Thornton-le-Clay
- Thornton-le-Dale
- Thorpe Bassett
- Upper Helmsley
- Warthill
- Weaverthorpe
- Welburn
- Welburn
- Westow
- Wharram-le-Street
- Whitwell-on-the-Hill
- Willerby
- Wilton
- Wintringham
- Wombleton
- Wrelton

### Borough de Scarborough

Carte du district de Scarborough.

Avant 2025, l'ancien borough municipal de Scarborough n'était pas entièrement découpé en paroisses. Cette année, la paroisse de Scarborough fut créée, et maintenant ce district est entièrement découpé en paroisses.
- Aislaby
- Barnby
- Borrowby
- Brompton
- Broxa-cum-Troutsdale
- Burniston
- Cayton
- Cloughton
- Commondale
- Danby
- Darncombe-cum-Langdale End
- Eastfield
- East Ayton
- Egton
- Ellerby
- Eskdaleside cum Ugglebarnby
- Filey (ville)
- Folkton
- Fylingdales
- Fylingdales Moor
- Glaisdale
- Goathland
- Gristhorpe
- Grosmont
- Hackness
- Harwood Dale
- Hawsker-cum-Stainsacre
- Hinderwell
- Hunmanby
- Hutton Buscel
- Hutton Mulgrave
- Irton
- Lebberston
- Lythe
- Mickleby
- Muston
- Newby and Scalby
- Newholm-cum-Dunsley
- Newton Mulgrave
- Osgodby
- Reighton
- Roxby
- Scarborough
- Seamer
- Silpho
- Snainton
- Sneaton
- Stainton Dale
- Suffield-cum-Everley
- Ugthorpe
- West Ayton
- Westerdale
- Whitby (ville)
- Wykeham

### District de Selby

Carte du district de Selby.

Ce district est entièrement découpé en paroisses.

### Autorité unitaire de Stockton-on-Tees

Carte de la partie du borough de Stockton-on-Tees située dans le Yorkshire du Nord.

La partie du borough située dans le Yorkshire du Nord est entièrement découpée en paroisses.
- Castlelevington
- Hilton
- Ingleby Barwick (ville)
- Kirklevington
- Maltby
- Thornaby-on-Tees (ville)
- Yarm (ville)

### Autorité unitaire d'York

Carte de l'autorité unitaire d'York.

L'ancien county borough d'York n'est pas divisé en paroisses. Le reste de l'autorité unitaire l'est.
- Acaster Malbis
- Askham Bryan
- Askham Richard
- Bishopthorpe
- Clifton Without
- Copmanthorpe
- Deighton
- Dunnington
- Earswick
- Elvington
- Fulford
- Haxby (ville)
- Heslington
- Hessay
- Heworth Without
- Holtby
- Huntington
- Kexby
- Murton
- Naburn
- Nether Poppleton
- New Earswick
- Osbaldwick
- Rawcliffe
- Rufforth with Knapton
- Skelton
- Stockton-on-the-Forest
- Strensall with Towthorpe
- Upper Poppleton
- Wheldrake
- Wigginton